# Johann Nepomuk Wilczek
Johann Nepomuk Wilczek, chiamato anche Graf Hans Wilczek (Vienna, 7 dicembre 1837 – Vienna, 27 gennaio 1922), è stato un esploratore e mecenate austro-ungarico.

## Biografia
Wilczek è stato uno dei maggiori sponsor delle spedizioni polari e mecenate di artisti. Da giovane aveva studiato archeologia, storia dell'arte e scienze naturali. Nel 1863 si era recato in Russia, nella Crimea e nel Caucaso. Nel 1866, si arruolò nella guerra austro-prussiana come volontario. Tra il 1868 e il 1870 aveva viaggiato lungo tutta l'Africa. Wilczek è stato lo sponsor principale della spedizione austro-ungarica al polo nord, guidata da Julius Payer e Carl Weyprecht (1872-1874). Contribuì con un importo significativamente maggiore rispetto ai fondi apportati dal secondo grande sponsor dell'iniziativa, il conte ungherese Ödön (Edmund) Zichy (1811–1894).
Dal 1875 in poi, il conte Wilczek ottenne la presidenza della società geografica austriaca (Österreichische Geographische Gesellschaft), al fine di promuovere la costruzione di stazioni meteorologiche nella regione artica: la stazione polare austriaca sull'isola Jan Mayen è stata costruita e attrezzata nel 1882 completamente a sue spese.
Come promotore delle belle arti, Wilczek fu il fondatore della società viennese degli amanti dell'arte (Gesellschaft der Wiener Kunstfreunde). Egli ordinò la costruzione del Burg Kreuzenstein, nella Bassa Austria, vicino a Vienna tra il 1874 e il 1906. Il monumentale castello ora è un museo che ospita le sue vaste collezioni d'arte.
La Terra di Wilczek e l'isola di Wilczek, due isole che fanno parte dell'arcipelago della Terra di Francesco Giuseppe, portano il suo nome.